# Karl Kotzenberg
Karl Kotzenberg (* 1. April 1866 in Frankfurt am Main; † 20. Oktober 1940 ebenda) war ein deutscher Kaufmann und Mäzen.

## Leben
Karl Kotzenberg wurde 1866 in Frankfurt am Main geboren als Sohn des aus Westfalen stammenden und 1853 nach Frankfurt eingewanderten Kaufmannes Gustav Kotzenberg (1830–1908). Er besuchte die Musterschule bis 1882 und absolvierte anschließend eine kaufmännische Lehre im Hause Passavant Frères in St. Etienne. Nach dem Militärdienst in Darmstadt (1884–1885) setzte er seine Ausbildung bei Gebr. Passavant in Krefeld, Eugenio Geider in Madrid und Passavant & Co. in New York City fort. 1889 trat er in die Seidenwarenhandlung Passavant in Frankfurt, in der auch sein Vater arbeitete. 1893 stieg er zum Teilhaber der Firma auf.
Kotzenberg wurde schnell zum Fachmann für Groß- und Außenhandel und war in zahlreichen wirtschaftlichen Kommissionen und Vereinigungen der Textilbranche tätig. Bei europäischen Wirtschaftsverhandlungen während und nach dem Ersten Weltkrieg war er als Berater der Regierung tätig. Nach dem Ersten Weltkrieg wandte er sich der Handelspolitik zu.

Die Villa von Karl Kotzenberg. Die „Kotzenburg“ (gebaut nach Vorbild der Wartburg) stand in der Viktoriaallee – heute Senckenberganlage 26. 1944 wurde sie zerbombt.

Zwischen 1902 und 1905 ließ er von Ludwig Neher in der Senckenberganlage eine Villa errichten. Am Bau beteiligt waren unter anderem Hans Thoma und Max Schmidt, die an der Inneneinrichtung mitwirkten. Als Vorbild für das Haus wählte er die Wartburg. Das Gebäude „im historisierenden Stil der Jahrhundertwende“ war auch als „Kotzenburg“ bekannt. Der Schriftsteller Hans Reimann nannte die Villa „das scheußlichste Haus von Frankfurt“. Kotzenberg musste das Gebäude aus finanziellen Gründen nach der Weltwirtschaftskrise verkaufen. Im Zweiten Weltkrieg wurde die Villa zerstört. Sie ist Thema in Kotzenbergs Buch Mein Haus. Auf dem Grundstück der Villa Kotzenberg wurde 1950 das Gebäude des Institutes für Sozialforschung errichtet.
Ab 1926 war Kotzenberg Vizepräsident der IHK Frankfurt-Hanau. Von 1919 bis 1928 war er als Stadtverordneter der DDP in Frankfurt tätig. Als ehrenamtlicher Mitarbeiter des Reichswirtschaftsrats unternahm er mehrere Reisen, unter anderem zur Weltwirtschaftskonferenz 1927, um den deutschen Außenhandel wieder aufzubauen.
Während der Weltwirtschaftskrise arbeitete Kotzenberg bei der Im- und Exportfirma M. Andreae & Co., die ihm seit 1925 gehörte. Die Firma ging bankrott, und er verlor sein gesamtes Vermögen und musste fortan von einer Ehrenrente leben, die von der Stadt Frankfurt, der Handelskammer und der Universität bezahlt wurde.
In der Zeit des Nationalsozialismus fiel Kotzenberg unter anderem wegen seiner politischen Einstellung als überzeugter Demokrat in Missgunst. Am 20. Oktober 1940 starb er völlig verarmt in Frankfurt. Sein monumentales Grabmal befindet sich auf dem Frankfurter Hauptfriedhof.
Kotzenberg war mit Anna Kotzenberg, geborene Andreae (* 27. Juli 1877; † 6. Mai 1956), verheiratet. Es wird angenommen, dass er homosexuell war. Er war „Wagnerianer“ und hatte Wagner persönlich kennengelernt. Er besuchte jährlich die Bayreuther Festspiele.

## Mäzenatentum
Kotzenberg war Mitglied in zahlreichen wissenschaftlichen, wirtschaftspolitischen und kulturellen Organisationen. Besonders die Universität Frankfurt förderte er, dort stiftete er einen Lehrstuhl für Soziologie. Er war der Meinung, die Soziologie sei als Wissenschaft, die sich mit gesellschaftspolitischen Problemen auseinandersetzt, in Krisenzeiten notwendig. Seine Spende von 300.000 Mark ermöglichte der noch jungen Universität, Franz Oppenheimer zu berufen. Für sein Engagement wurde ihm 1920 von der juristischen Fakultät der Frankfurter Universität der Ehrendoktortitel verliehen.
Kotzenberg war außerdem Mitglied der Verwaltung des Städelschen Kunstinstituts und saß im Verwaltungsausschuss des Freien Deutschen Hochstifts. Er gründete die Frankfurter Gesellschaft für Handel, Industrie und Wissenschaft. Von 1922 bis 1925 war er Vorsitzender des Physikalischen Vereins.
Dem Goethe-Haus spendete er den Nachlass von Marianne von Willemer, einer Freundin Goethes. Dem späteren Frobenius-Institut ermöglichte er, durch seine Bemühungen zur Berufung von Leo Frobenius, das Fortbestehen. Er förderte ferner den Bau des Waldstadions sowie den Frankfurter Reit- und Fahrclub.
Ein großes Interesse von Kotzenberg war das Flugwesen. Er war Vorsitzender des Frankfurter Vereins für Luftfahrt, Gründungspräsident des Deutschen Luftrates und Mitglied im Vorstand des Deutschen Luftfahrtverbandes und im Aufsichtsrat der Deutschen Lufthansa. Als Mitbegründer und Präsident der Rhön-Rossitten-Gesellschaft 1924 gehörte er zu den Förderern des Segelfluges auf der Wasserkuppe. Für seine Bemühungen in diesem Bereich verlieh ihm die Technische Hochschule Darmstadt die Ehrendoktorwürde.

## Ehrungen
Kotzenberg war Träger der Goethemedaille der Senckenbergischen Naturforschenden Gesellschaft, Ehrendoktor der Frankfurter Universität (1920) und der TH Darmstadt (1924), Ehrenbürger der Frankfurter Universität (1923) und Ehrenmitglied zahlreicher Vereine und wissenschaftlichen Einrichtungen. In Frankfurt-Ginnheim wurde die Karl-Kotzenberg-Straße nach ihm benannt. 2016 zeigte das Historische Museum in Frankfurt am Main eine kleine Ausstellung zum Leben des Mäzens. Die Akademische Fliegergruppe Darmstadt und die in Darmstadt ansässige Bahnbedarf A.-G. nannten 1923 eines ihrer Segelflugzeuge ihm zu Ehren "Konsul".

## Ausstellungen
- 2016: Wieviel brauche se denn? Die Sammlung Anna und Karl Kotzenberg. Historisches Museum Frankfurt am Main.[9]